# خولة أبو عاصي

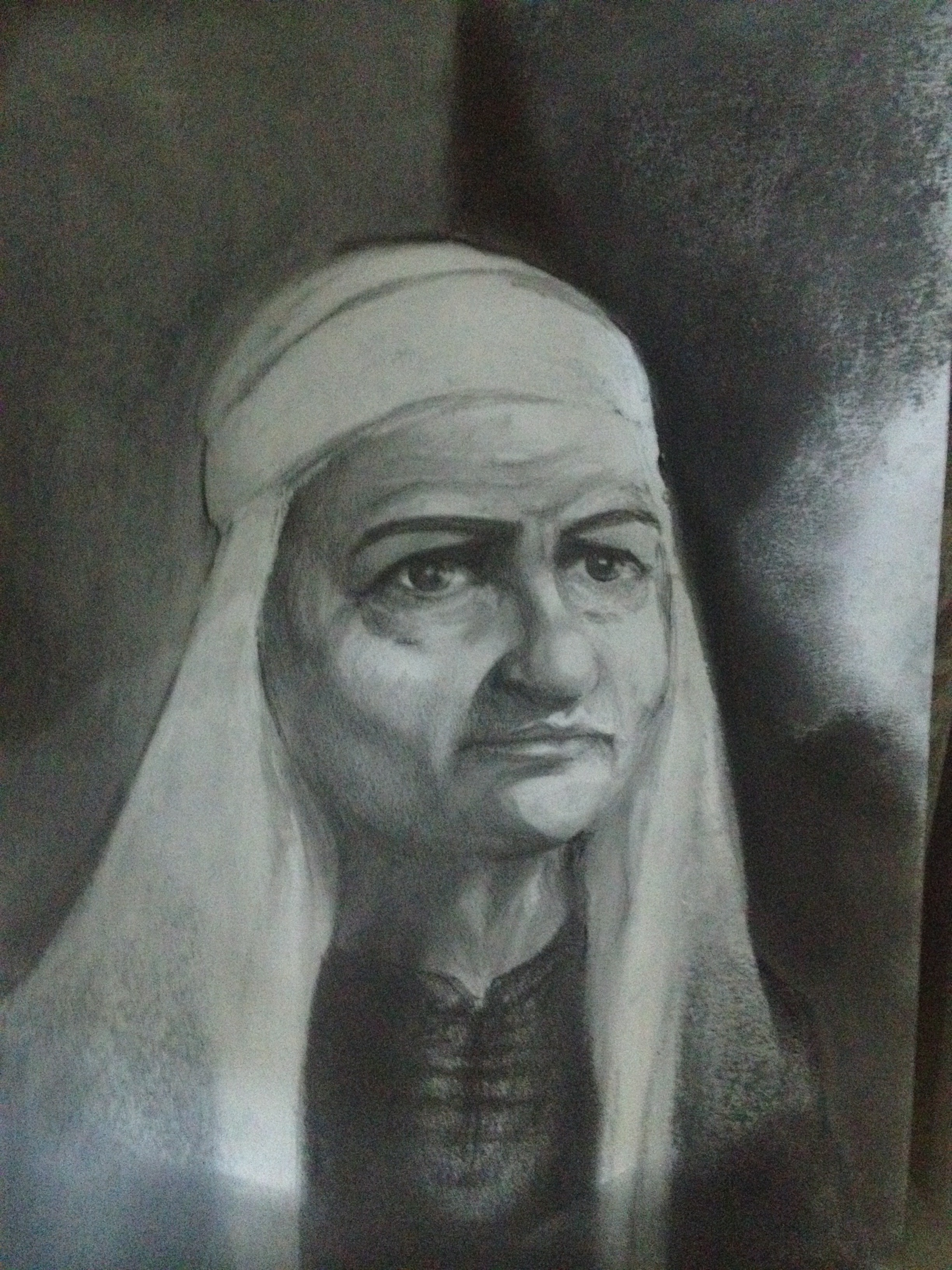
خولة أبو عاصي - رسم الفنان فرزان شرف

عرف عن (أم حمد خولة ابوعاصي) بأنها كانت مقصد المحتاجين في نجران، ورجاء السائلين، ومرجع الحائرين، وحكيمة الموجوعين.
«..... لم تلد سيفاً ولم تحمل سيفاً، لكنها فعلت أكثر مما لو قادت كتيبة من الفرسان أنها المجاهدة خولة أبو عاصي زوجة المجاهد 'عباس أبو عاصي، 

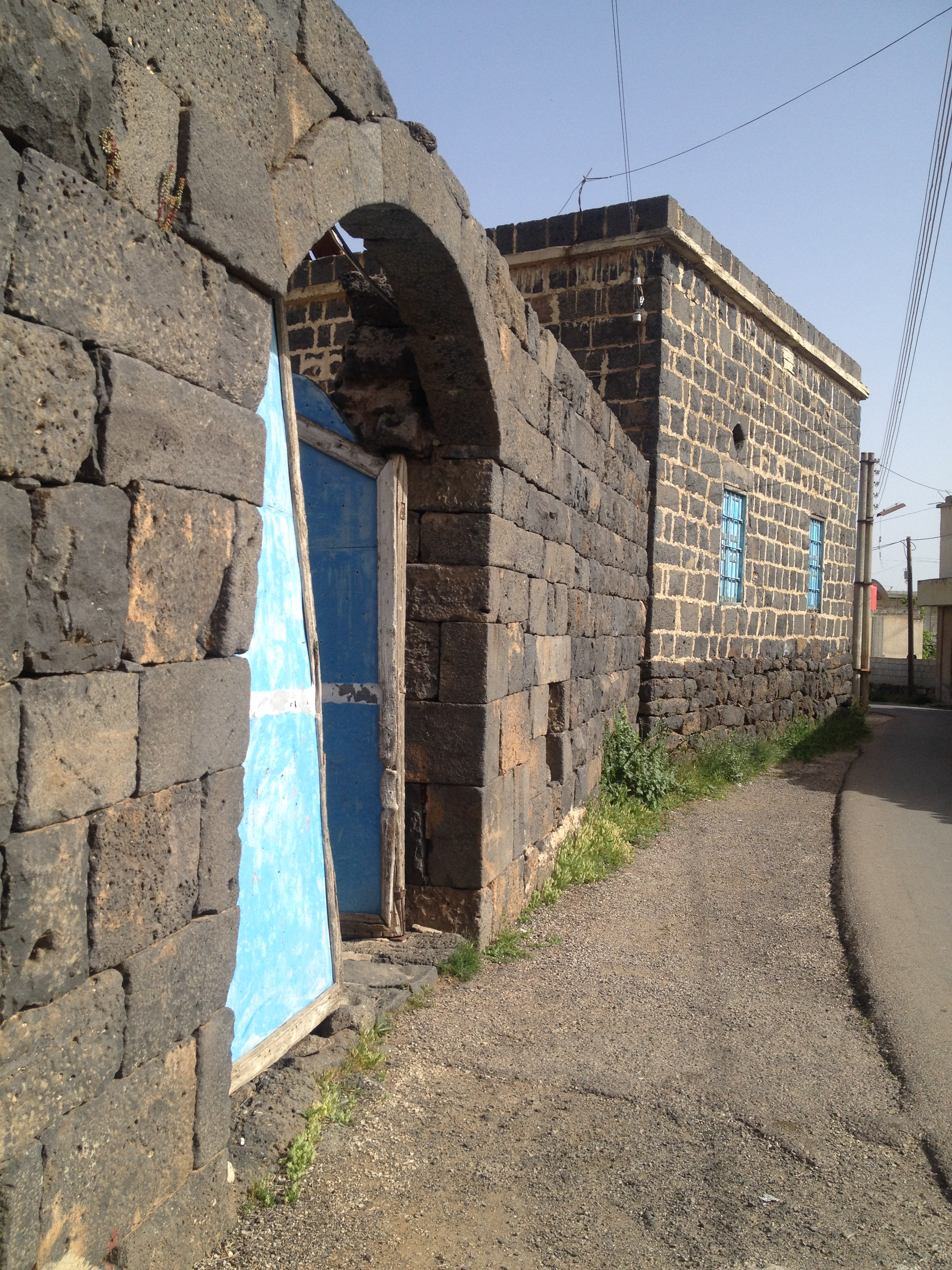
مضافة المجاهد عباس ابوعاصي قرية نجران في السويداء

، وليسمح لي المجاهدون الذين حملوا البيارق أن أضم إلى صفوفهم هذه المرأة المجاهدة التي ألهبت الحماسة في نفوس المقاتلين ذات عشاء» (الكاتب الأديب فوزات رزق).

أخذت معركة المزرعة 

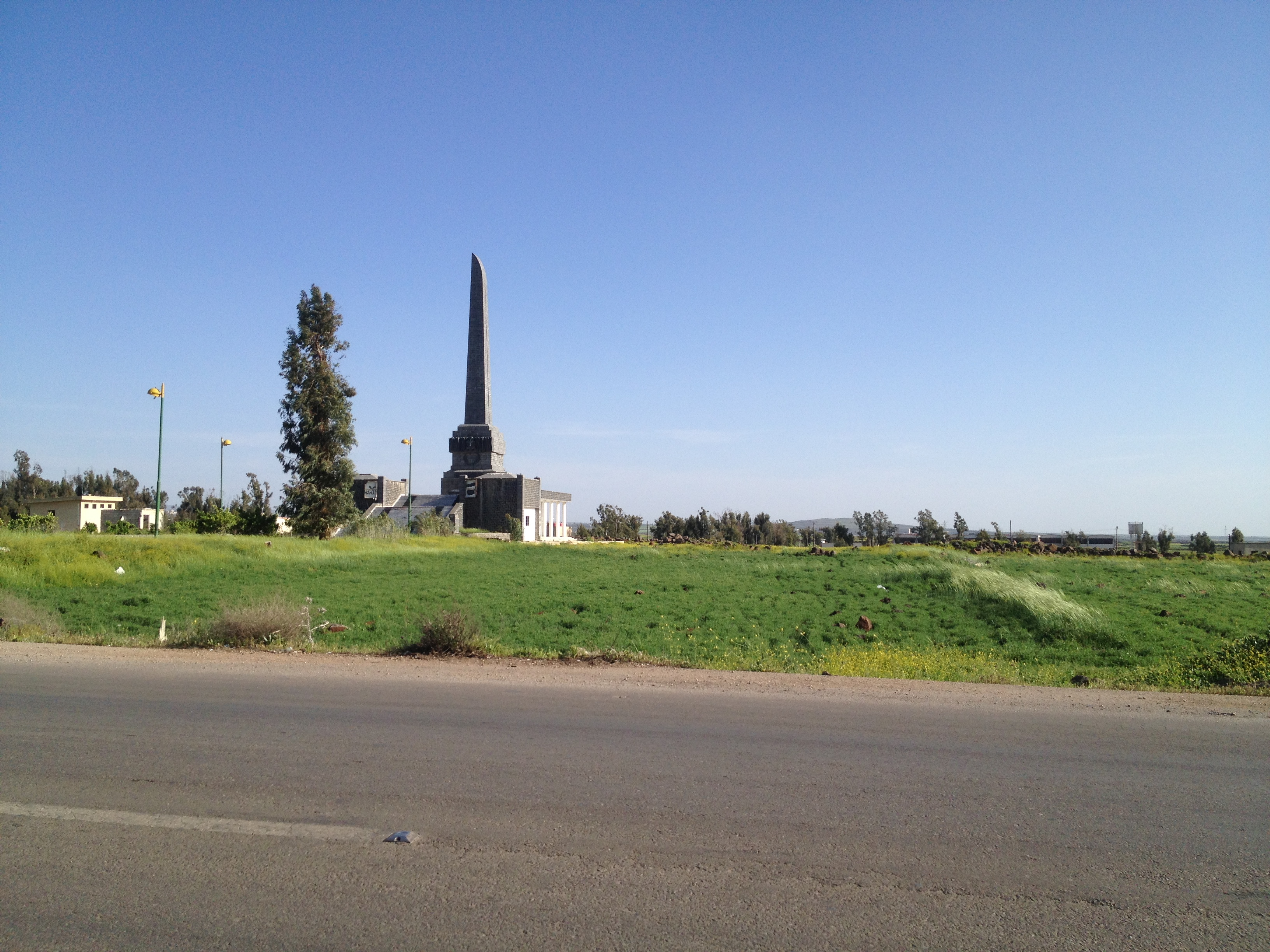
موقع معركة المزرعة 2-3 آب 1925

أهميتها كونها كانت الشعلة الأولى في اندلاع 'ثورة كبرى' عمّت كل مدينة وبلدة منذ عام 1925 وحتّى عام 1927، والتي تأسّست على أفكارها وشعاراتها أسس قيام الدولة العربية السورية ومبادئ المواطنة والمقاومة (الدين لله والوطن للجميع) (واعلموا أن ما أخذ بالسيف، بالسيف يؤخذ).
بدأ جيش فرنسا بقيادة الجنرال ميشو (Michaud)معركة المزرعة بالزحف إلى مدينة السويداء، وكان تعداد الحملة 13000 جندي وضابط [فرنسي]. قابلهم الثوار الذي بلغ عددهم حوالى 400 ثائر بقيادة سلطان باشا الأطرش قرب قرية المزرعة. 
وبعد اجتماع نبعة «قراصة» في 30 تموز 1925 والذي كانت أهم مقرارته وجوب متابعة الثورة وفتح جبهة حربية، تمتد على جانبي طريق ازرع ـ السويداء، من قرية تعاره، ثم قرّاصة شمالاً حتى قريتي الدور وسميع جنوباً. مزيد من التفاصيل في صفحة الثورة السورية الكبرى.

## تقديم للحادثة
قال المجاهد الكبير سلطان باشا الاطرش سلطان باشا الاطرش قائد الثورة السورية الكبرى في كتابه (أحداث الثورة السورية الكبرى ص 108):
"... وفي صبيحة اليوم التالي، 31 تموز، كانت بداية المعركة الأولى بيننا وبين الحملة الفرنسية، إذ اصطدم جناحنا الأيمن بطلائعها المتقدّمة في هذه الجهة، وتمكن من اقتناص بعض ضباطها وجنودها في الدقائق الأولى من الاصطدام. ثم انقضّ عليها فرساننا والتحموا معها واستمر القتال العنيف دائراً بينهم وبيننا حتى وصلت في تقهقرها، ضحوة النهار، إلى مشارف بصر الحرير. وفي اليوم الأول من شهر آب عام 1925، أخذت قوات العدو تتقدّم بسرعة كبيرة فطلبت من مواقعنا عدم إطلاق النار عليها إلا بعد وصول آلياتها المدرعة إلى مفرق طريق الدور ـ قراصة. وعندئذ حمي وطيس المعركة، فراحت الطائرات تحوم فوقنا وتقذفنا بقنابلها الكبيرة التي زلزلت الأرض تحت أقدامنا، وجعلت الذعر يدب في خيولنا، وكانت قذائف مدفعية الميدان تتناثر بغزارة على خطوطنا، فتحيل متاريسنا ركاماً. وفي الوقت نفسه، بدأت خيالة العدو تضغط بقوة هائلة على جناحنا الأيسر، جنوبي قرية الدور، بعد أن جعلت من «تل الخروف» منطلقاً لغارتها الكاسحة.
كان الوقت ظهراً، وأشعة الشمس المحرقة تلفح وجوهنا وتعرّق أجسادنا المنهكة، وقنابل الطائرات وقذائف المدفعية والآليات المدرعة تتساقط علينا من كل جانب، بحيث أحسسنا وكأن النهار قد أمسى ظلاماً دامساً من دخان البارود المتفجّر والغبار المتكاثف في جو المعركة. حتى أن الصخور البازلتية المنتشرة في المنطقة، والتي اتخذنا في ثناياها مراكزنا الدفاعية، قد أخذت تتحوّل إلى شظايا متطايرة كالعصافير المذعورة... وكيفما توجه الإنسان يقع نظره على قتيل مجندل يسبح بدمه، وجريح يستصرخ أهل المروءة لإسعافه ونقله!..
لم يكن بوسعنا، بعد أن أصاب جبهتنا ذلك التصدع والانهيار، إلاّ أن نترك الجناح الأيمن من قواتنا متمركزاً في مواقعه الأولى، على أمل أن يشد أزره ببقية القرى المجاورة، وفي مقدمتها نجران، وأن ننسحب بالقوات الباقية أمام الجيش الفرنسي الجرار، لنتخذ لأنفسنا مواقع جديدة نحمي بها طريق السويداء".

## الحادثة (التقفير على الزاد)
```
وهنا تبدء قصة المجاهدة 
خولة يوسف ابوعاصي
 (مواليد 1887م) زوجة 
المجاهد عباس حسين أبوعاصي
 من قرية 'نجران' (مواليد 1867م).
```

فكان بعد أن عاد الثوار وتراجعو قليلاَ لإعادة تنظيم صفوفهم قد حلّو ضيوفاَ في دار المجاهد عباس ابوعاصي في قرية نجران، الذي عرف عنه الشجاعة والاقدام والكرم، وقد أولم لضيوفه عشاء من الميسور، وعندما وضعت المناسف همّت خولة (ام حمد) إلى زوجها قائلة: لي عندك طلب يا أبو حمد، فقال: ابشري، قالت عندي كلام اريد ان اخاطب الثوار فيه، فهلّا سمحت لي بأن اقفر على الزاد؟(التقفير عادة من عادات جبل العرب المشهورة). 
ولما كانت ام حمد صاحبة رأي ومعروفة باتزانها وهيبتها، لم يجد أبو حمد عباس حرجاَ في تلبية طلبها والسماح لها بالتقفير على الزاد، فقال والله انك اخت رجال ولك ما طلبت، فدخلت ام حمد خولة ابوعاصي وبيدها الكبشة وبعد أن دارت السمن على المنسف الأول قالت مخاطبة الثوار: أسمعوا يا رجال «..... هذا الزاد لمن يعاود العرضي ويحمي العرض غداَ في المزرعة، فمن يجد بنفسه الكفاءة فليتفضل ويقدم على الزاد...» 
فما كان من الرجال الا ان هبوا هبة رجل واحد وبدأت النخوات وعلت صيحات الرجال
```
(عند عيونك يا أم حمد... يا خولة أبو عاصي)
, 
```

وما لبثت أن وصلت الاخبار إلى (قرية سليم) مكان تواجد قائد الثورة المجاهد سلطان الاطرش فقال في مذكراته:
(.... ولما رأى الثوار الآخرون ما رأوه من فعلهم، انقضوا بدورهم على مجموعات أخرى من فصائل الجند، وكان في مقدمتهم فرسان قرية نجران الأشاوس، فخاضوا معركة عنيفة حققوا فيها نصراً مؤزراً وغنموا كميات كبيرة من الأسلحة والعتاد الحربي والبغال، وساقوا معهم عشرات الأسرى، ولم تلبث القرى الأخرى كسميع والدور وقراصة وكفر اللحف ومجدل الهنيدات وريمة الفخور والثعلة والسجن وتعاره والدويره وحرّان ولبّين وجرين وداما وصميد ومجادل والخرسا ووقم، أن قام بعض رجالها بهجمات مماثلة موفقة).
كان لهذه الحادثة الدور الأساسي لعودة الثوار إلى أرض المعركة وقتل العدد الأكبر من جنود الاحتلال الفرنسي وتكبيده الخسائر الكبيرة واندحرت الحملة الفرنسية اندحاراً كاملاً، وتبعثرت جثث قتلاها وهياكل مدرعاتها، وآلياتها المختلفة وأسلحتها الثقيلة بين السهول الممتدة من المزرعة شرقاً حتى قرية الدور ومشارف بصر الحرير غرباً.

### وثائق
•	'الاستاذ سلامة' عبيد في كتابه (الثورة السورية الكبرى):
((... كانت معركة تل الخروف صدمة للثوار اقلقت نفوسهم لذلك فترت همتهم فثبتوا حتى الظهر ثم تراجعوا تحت وطأة المدفعية والطائرات فاتجه قسم منهم بقيادة سلطان الاطرش نحو ماء المزرعة ومنها انتقل إلى قرية سليم في حين تراجعت القوى الأخرى يائسة نحو الجبال.
اعتبر المجاهدون أن المعركة قد انتهت وأن طريق السويداء أصبح مفتوحاَ غير أن الخيالة المرابطين في نجران وحول نبعة قراصة لم ييأسوا بل انقضوا عند الظهيرة على ساقة الجيش من الجهة الشمالية. وكانت الساقة مؤلفة من مشاة وزنوج سنغاليين ومن عدد من السيارات والدواب تحمل الارزاق والذخيرة تحرس الجميع الرشاشات وبعض المصفحات.
اشترك في الانقضاض على ساقة الجيش المرابطون من نجران وقراصة وبعضهم بتحريض من زوجة المجاهد عباس أبو عاصي من نجران بعد أن رفضت أن يمد أي ثائر يده على الزاد الذي أعدته لهم الا إذا وعد إلى العودة لساحة القتال.)) ص 134- 135
•	د. حسن البعيني في كتابه (جبل العرب – صفحات من تاريخ الموحدين الدروز 1685 - 1927).
.... وبعد انهزام الدروز في معركة المزرعة صباح الثاني من آب 1925، عاد بعض المقاتلين، واشترك في هجوم المساء بتحريض من زوجة المجاهد عباس أبي عاصي في نجران «التي رفضت أن يمد ثائر يده إلى الطعام الذي أعدّته لهم، إلا إذا وعد بالعودة إلى ساحة القتال». وفي اليوم ذاته كان نساء السويداء يثرن النخوة في نفوس المقاتلين المنهزمين ويحرضنهم على استئناف القتال. (ص 77)
•	الاستاذ حسن القيسي نصر في كتابه قبسات من التراث الشعبي معارك وقصائد -1-
ذكر في كتابه ص128-129 : ((..... – بدأ الهجوم من أبطالنا الثوار المرابطين في قرية نجران وحول نبع قراصة الذين انقضوا بعد الظهيرة على جناح الجيش من الجهة الشمالية وقد كان مؤلفاً من لواء من المشاة وعدد كبير من السيارات والدواب تحمل الذخيرة والمؤن تحرس جميع الرشاشات والسيارات المصفحة وتحوم فوقه الطائرات الحربية ويروى أن زوجة المجاهد عباس أبو عاصي في نجران قد حرضت المجاهدين على الهجوم عندما رفضت أن يقدم أي ثائر على الزاد الذي أعدته لهم الا إذا وعد بالعودة إلى ساحة القتال....)).
•	الاستاذ فوزات رزق في كتابه زاوية حادة (من منشورات جريدة الجبل العدد 132 تاريخ 7/7/2009). 
((..... لم تلد سيفاً ولم تحمل سيفاَ، لكنها فعلت أكثر مما لو قادت كتيبة من الفرسان أنها المجاهدة خولة أبو عاصي زوجة المجاهد عباس أبوعاصي، وليسمح لي المجاهدون الذين حملوا البيارق أن أضم إلى صفوفهم هذه المرأة المجاهدة التي ألهبت الحماسة في نفوس المقاتلين ذات عشاء)).

## أراء وكتاب
د. حسن البعيني في كتابه (جبل العرب – صفحات من تاريخ الموحدين الدروز)
قال يصف دور المرأة خلال الاحتلال الفرنسي لسوريا:
... هي شريكة حياة الرجل. لا يناديها غالباً باسمها، بل باسم ابنها الأكبر (أم فلان). إنها سيّدة البيت. لا تتعاطى التجارة أو الوظيفة، وإنما تقوم ببعض أعمال الحقول وبأعمال المنزل فتحلب الماشية، وتطعم المعاليف، وتجلب الماء وتعدّ الخبز كل يوميْن أو ثلاثة، وتخيط الثياب، وتغزل الصوف وتحيكه. وهي تستقبل الضيوف في بيتها، وترحّب بهم، وتقوم بواجبات الضيافة، دون أي تقصير، لأنها يجب أن تكون ظل ربّ البيت وصورة صادقة عنه.
وحظها من التعليم قليل. لكنها تعوّض عن الفقر العلمي بالتعاليم الدينية، وبالرصيد الأخلاقي الذي يُغني به نفسية أبنائها. «ولا يعرف المجتمع الدرزي شيئاً عن الزنا، والخيانة الزوجية، وما أشبه ذلك من المفاسد الاجتماعية. فالمرأة الدرزي أعفّ نساء العالم، وأشدّهن طهارة ومحافظة على شرفها.»
إن الشرع الدرزي المشابه لشرع باقي الطوائف الإسلامية، يعطي البنت نصف حصة أخيها. والمحاكم المذهبية الدرزية تطبّقه حالياً عن غياب الوصية. والوصية هي أحد الطقوس الدينية البارزة، وبها يجوز الإيصاء لوارث وغير وارث، والاستنساب في تقرير حصة الورثة ولكن ضمن مبادئ مذهبية تفرض العدالة وإنصاف البنت.
هذا على الصعيد النظري. أما على الصعيد العملي الذي ترافق في الجبل لفترة طويلة مع غياب المحاكم الشرعية، فكان للذكر ميزة على الأنثى في ناحية الإرث أكثر بكثير مما سمع به الشرع الدرزي. فالمرأة عند الأكثرية مظلومة مغبونة لا ترث شيئاً، لأن الوالد، إذا أوصى ببعض أملاكه إلى ابنته، يشترط انتفاعها بها بعد موته خلال بقائها في البيت، أو بعد طلاقها، دون أن يكون لها حق التصرّف أو الانتفاع بها وهي عند زوجها. وكثيراً ما تكون حصتها متواضعة، وإيرادها لا يفي بالحاجة، فتضطر أن تعتمد على جهدها، وعطف إخوتها الذي يجدون أنفسهم ملزمين أدبياً بإعالتها. وقد أثر الدروز في هذه الناحية في غيرهم «فسرت عادة منع الميراث إلى مجاوريهم في الجبل من بقية الطوائف». وتتلخّص أسباب هذا المنع المخالف للشرع بما يلي:
- شيوع مفهوم ميزة الذكر على الأنثى
- شيوع مفهوم خاطئ بأن الرجل، إذا أوصى بالحصة القانونية أو العادلة إلى ابنته، يحوّل ثروة من بيته إلى بيت آخر، وترادف هذا المفهوم مع مفهوم يعتبر بيت البنات فارغاً وبيت الصبيان ملآن، بمعنى أن البنات ينتقلن إلى بيت أزواجهن، وإن أولادهن لا يحملون اسمهن بل اسم آبائهم. وبالعكس أبناء الصبيان يحملون اسم آبائهم وجدودهم، ويحافظون على بقاء العشيرة واستمرارية هذا البقاء. وما دام الأمر كذلك، فمن الأفضل حصر معظم الإرث في الأبناء الذكور.
- يخاف البعض أن يتصرّف أصهارهم بأملاك بناتهم التي أوصوها لهن، وليس في الأمر أية خطورة في حال بقاء البنت المتزوجة في عصمة زوجها. ولكن الخطورة تكمن في طلاقها المحتمل. وفي هذه الحالة تكون قد خسرت أملاكها، وفقدت ضمانة مالية لشيخوختها وأيام عجزها أو فقرها.
- عدم وجود المحاكم الشرعية أفسح في المجال، وخاصة في حال عدم وجود الوصية، أمام سيطرة الأعراف العشائرية التي تهمل حق البنت، وتحصر معظم الإرث بالذكور فقط انسجاماً مع مبدأ مراعاة القوي والاستهانة بالضعيف.

ونساء الجبل قويات البنية. وهذا عائد إلى المناخ ونوعية الطعام اللذين يجعلان أجسام الجميع قوية تميل إلى السمانة.
والمرأة الدرزية دفعت كالرجل ضريبة الدم. فخلال حملة طاهر باشا عام 1897 «كان في إحدى المعارك قرب قنوات بين شهداء الدروز أكثر من ثلاثين امرأة شهيدة». بيد أن دورها في تاريخ نضال الدروز لا يبرز مباشرة عن طريق اشتراكها القتال، لأن التاريخ لا يحدث إلا عن القليل من النساء الدرزيات اللواتي حملن السلاح وقاتلن، وغالباً ما حصل هذا إلا إلى جانب أزواجهن وإخوتهن. وامتناعهن عن ذلك عائد إلى الأعراف والتقاليد التي تخشى وقوعهن أسرى بيد الأعداء، وإلى اعتداد الرجال بأنفسهم وبأنهم نقالو البنادق وحمّالو السيوف وحماة الديار والذمار.
ودور المرأة في الحرب ينحصر بتقديم الزاد والماء، والتنقل بين البيارق لتنخية الرجال، وتمريض الأقارب. وظهورها في المعارك سبب في الانتصار. وتشجيعها بعد الهزيمة داع للارتداد إلى القتال ودحر الأعداء. وخوف المقاتلين أن ينتصر العدو، وينتهك حرمة النساء، حافز لهم على التضحية والاستبسال والاستشهاد.
إن الدروز المنهزمين أمام الجيش المصري في اللجاه عادوا إلى المعركة بعد أن استوقفتهم زغاريد النساء، ولم يعبأوا بقصف المدافع، وانتصروا على الأعداء أضعاف عددهم.
وسعدى ملاعب أعادت المنهزمين أمام الحملة العثمانية عام 1896 فارتدّوا إلى القتال، وحققوا انتصاراً رائعاً في موقعة العيون قرب عرمان وعادوا يهزجون:
وبعد انهزام الدروز في معركة المزرعة صباح الثاني من آب 1925، عاد بعض المقاتلين، واشترك في هجوم المساء بتحريض من زوجة المجاهد عباس أبي عاصي في نجران «التي رفضت أن يمد ثائر يده إلى الطعام الذي أعدّته لهم، إلا إذا وعد بالعودة إلى ساحة القتال». وفي اليوم ذاته كان نساء السويداء يثرن النخوة في نفوس المقاتلين المنهزمين ويحرضنهم على استئناف القتال.
وأثناء الثورة السورية تكلفت أم حمد، بستان شغلين، من قرية صميد بتقديم الطعام للمقاتلين اللبنانيين يومياً حتى لم يبقَ لديها شيء تقدّمه. فباعت مصاغها ورهنت أرضها. ورفضت فيما بعد قبول مساعدة الجنرال أدريا الذي أعجب بوطنيتها، وحاول أن يخفف من بؤسها.
ودور المرأة في كسب المعارك يبرز بطريقة غير مباشرة من خلال اشتراك صبايا القرية في صنع البيرق. فيحس المقاتل، وهو يدافع عنه، كأنه يدافع عمن طرّزه وحاك رسومه: عن أمه، أو أخته، أو ابنته، أو حبيبته. وهو يستبسل في القتال، لأنه يتذكّر وداع النساء لرجال القرية عند أول البلدة قائلات: النشاما، أنظروا ماذا تتركون وراءكم.
والمرأة الدرزية تشيد بالشجاع، وتحتقر الجبان الذي لا يصلح أن يكون زوجاً. والفتاة الدرزية لا تتزوّج إلا الشجاع الذي يحمي الأرض والعرض. وفي المعارك ينتخي الدرزي بأنه أخو فلانة، ويحيي رفاقه بأسماء أخواتهم أحياناً. والشاعر الشعبي يحيي سلطان باشا الأطرش بأبيات رددها الفرسان كثيراً وهم يحدون على ظهور خيولهم عند ذهابهم إلى المعارك:
" عفي يا خو سميّة، حرّ وما يهابا
```
ذبّح العساكر، كسّر الطوابا"
```

ويخاطب الدرزي ابنته وهو ذاهب إلى المعركة قائلاً :
" يابنيّ يا اللي بالبيت 
```
كُبّيني إن كنّي ذلّيت"
```

الأستاذ الكاتب وليد شعيب
كتب الاستاذ وليد شعيب في ذكرى معركة المزرعة 2-3 اب 2015 ما يلي:
خولة أبو عاصي
امرأة سورية عظيمة من بلدي..
المضافة تغص بالثوار، المنكسرين، المتعبين بعد يوم عصيب وقتال عنيف تكبدوا فيه خسائر كبيرة، بسبب النخوة والحماس المبالغ فيه، وقد تراجعوا خائبين، وتوزعوا في قرى المقرن الغربي، أمام ضربات القوات الفرنسية، استعدادا لرص الصفوف من جديد والتصدي لحملة ميشو الجرارة ومنعها من دخول السويداء.
وكان المجاهد أبو حمد عباس ابوعاصي قد أعدّ وليمة عشاءٍ لنفر من الثوار الذين نزلوا بلدته نجران. وحين همّ في أن يقفّر على المناسف ويدعو الضيوف إلى العشاء، حسب العادة المتبعة في الجبل، دخلت زوجته أم حمد خولة ذات الهيبة والوقار واستأذنته في أن تقفر على الطعام، فأذن لها وهي أخت الرجال، فأمسكت الكبشة وأدارت السمن العربي فوق المنسف وهي تقول: أهلا وسهلا بكم!.. هذا الطعام للرجال! فليتفضلوا إلى الطعام!.. لحظة أذٍ تعالت صيحات الرجال الذين راحوا ينتخون أمام خولة: عند عيونك يا أم حمد!. معظم الرجال لم يمد يده إلى الطعام، وقد دبّ الحماس وأشعلت فيهم كلمات أم حمد الحميّة والنخوة، وهبّوا على الفور راكبين ظهور الخيول ليضربوا مؤخرة الحملة الفرنسية على نحو مباغت قبل الفجر مما أدى إلى إرباك القوات المهاجمة ووصول بشائر هذا النصر إلى باقي كتائب الثوار المنتشرة على طول المقرن الغربي، فأغاروا على إثرها من جديد على الحملة التي كانت تعد بالألاف، وأبادوها عن بكرة أبيها وسطّروا نصراً مؤزراً في معركة المزرعة المجيدة في الثاني من آب 1925 والتي عدت من أعظم معارك العرب في العصر الحديث، وقد كانت كلمات خولة أبو عاصي الشرارة التي أشعلت فتيل حماس الثوار الأشاوس وقادت إلى النصر.
وقد أخبرني أحد أصدقائي من نجران أنه شهد يوم كان سلطان الأطرش ضيفا على البلدة في إحدى المرات وسأل عن أم حمد، وقد أصبحت في سن متقدمة فقالوا له: نرسل لك في طلبها فرفض وقال: «من واجبي أن أزورها بنفسي»، وقد قام بذلك وأشاد بمواقفها الوطنية وبمأثرتها العظيمة.

## روابط خارجية
- مركز الشرق العربي للدراسات الحضارية والاستراتيجية
- قناة الجزيرة، الثورة السورية الكبرى - الجزء الأول
- قناة الجزيرة، الثورة السورية الكبرى - الجزء الثاني
- قناة الجزيرة، الثورة السورية الكبرى - الجزء الثالث
- سلطان الاطرش - YouTube
- فيلم توثيقي
- مقالة - ضياء الصحناوي
- الثورة السورية الكبرى